# Йорданка Илова
Йорданка Георгиева Илова (родена на 19 януари 1975 г.) е българска актриса и певица. Занимава се активно с озвучаването на филми и сериали.

## Актьорска кариера
Участва в постановката „Ритъм енд блус“ на Малък градски театър „Зад канала“.

### Кариера на озвучаваща актриса
Илова започва да се занимава с дублаж през втората половина на 90-те години като вокалистка в нахсинхронните дублажи на Арс Диджитал Студио/Александра Филмс. С войсоувър дублаж се занимава от 1999 г.
По-известни заглавия с нейно участие са „Стъпка по стъпка“ (дублажи на Арс Диджитал Студио и студио VMS), „Уил и Грейс“, „Осем прости правила“, „Двама мъже и половина“, „Джоуи“, „Д-р Хаус“, „Декстър“, „Клюкарката“, „Амазонките“, „Без твоя поглед“ и други. Една от най-известните ѝ роли е на Бел в „Красавицата и звярът“ на Дисни от 1991 г., записан в Александра Аудио през 2002 г.

## Награди
През 2021 г. получава номинация за наградата „Икар“ в категорията „Най-добър дублаж“ за ролята на Гюл във „Вятърничав“, заедно с Гергана Стоянова за ролите на Елиза и Мария във „Влад“ и всички женски роли в „Убийство в Ориент Експрес“, и Елисавета Господинова за Ебру в „Черна роза“ и Уили в „Пчеличката Мая“. Печели Гергана Стоянова.
През 2022 г. получава втора номинация за наградата в категория „най-добър дублаж (актриса)“ за ролята на Азизе в „Не пускай ръката ми“, заедно с Ася Рачева за д-р Бедилия в „Ханибал“ и Нина Гавазова за Елиф в „Намери ме“. Печели Ася Рачева.
През 2023 г. печели наградата за Кметицата в „Оглитата: Добре дошли в Смърделград“. Номинирана е заедно с Ирина Маринова за Горица в „Татенца“ и Петя Абаджиева за Амелия в „Кажи ми коя съм“.

## Роли в дублажа
| Актриса           | Заглавия | Роли                                                            |
| ----------------- | --- | --------------------------------------------------------------- |
| Алана де ла Гарса | Военна прокуратура Военни престъпления: Лос Анджелис (дублаж на Диема Вижън) | Мария Елена Даян Дънрос                                         |
| Аманда Сайфред    | Д-р Хаус Червената шапчица | Пам Валъри                                                      |
| Ана Фарис         | Горещо маце Моята супер бивша (дублажи на bTV и Диема Вижън) Купонът на живота ти | Ейприл Хана Люис Уенди Франклин                                 |
| Ашли Джонсън      | Голямото междучасие Ваканцията: Строго забранена Какво искат жените | Гретхен Гръндлър Алекс Маршъл                                   |
| Блейк Лайвли      | Клюкарката (в шести сезон) Зеленият фенер | Сирина ван дер Удсън Каръл Ферис                                |
| Габи Хофман       | Чичо Бък (дублаж на Медиа Линк) Поле на мечтите (дублаж на Диема Вижън) | Мейзи Ръсел Карън Кинсела                                       |
| Глен Клоуз        | Еър Форс Едно Уил и Грейс Пазители на Галактиката (дублаж на студио Доли) | Вицепрезидент Катрин Бенет Фани Либер Ирани Раел                |
| Даян Лейн         | Под небето на Тоскана Човек от стомана | Франсис Мейс Марта Кент                                         |
| Джейми Александър | Тор: Светът на мрака Мъртва точка (дублаж на студио Про Филмс) Тор: Любов и гръмотевици | Сиф Джейн Доу Сиф                                               |
| Джейми Мъри       | Декстър Хранилище 13 | Лайла Уест Хелена Уелс                                          |
| Джени Маккарти    | Джон Тъкър трябва да умре Двама мъже и половина (без пети сезон) | Лори Кортни                                                     |
| Дженифър Анистън  | Любовта се случва Актьорско студио | Елойз Чандлър Себе си                                           |
| Дженифър Лав Хюит | Троянска война (дублаж на bTV) Смокинг | Лий Джоунс Дел Блейн                                            |
| Джесика Алба      | Sin City: Град на греха Мачете Мачете убива Лоши момичета | Нанси Калахан Сартана Ривера Детектив Нанси Маккена             |
| Джесика Бийл      | Стелт (дублаж на Диема Вижън) Следващ Зов за завръщане | Лейтенант Кара Уейд Лиз Купър Мелина                            |
| Джули Бенц        | Пазители на реда Декстър (без четвърти сезон) | Миранда Бланчард Рита Бенет                                     |
| Дрю Баримор       | Ангелите на Чарли: Газ до дупка (дублаж на Диема Вижън) Мансардата 50 първи срещи (дублаж на Диема Вижън) | Дилън Сандърс Нанси Кендрикс Луси Уитмор                        |
| Ейми Дейвидсън    | Осем прости правила Д-р Хаус | Кери Хенеси Моли                                                |
| Елизабет Банкс    | 40-годишният девственик Пичове за пример Брат ни е идиот | Бет Бет Джоунс Миранда Рочлин                                   |
| Елън Дедженеръс   | Уил и Грейс Джоуи | Сестра Луис Себе си                                             |
| Еманюел Вожие     | Двама мъже и половина Любов сред лозята | Миа Моли                                                        |
| Камерън Диас      | Гамбит Секс запис | Пи Джей Пузновски Ани Харгроув                                  |
| Карън Гилън       | Пазители на Галактиката (дублаж на студио Доли) Тор: Любов и гръмотевици | Небюла                                                          |
| Кандис Кита       | Двама мъже и половина Д-р Хаус | Коко Сара                                                       |
| Кат Денингс       | 40-годишният девственик Тор: Светът на мрака Тор: Любов и гръмотевици | Марла Пийдмонт Дарси Люис                                       |
| Кат Фостър        | До смърт Семейство Гудуин | Стеф Удкок Лусинда                                              |
| Катрин Кийнър     | Круд Носталгия Круд: Нова епоха | Уга Круд Дона Блийм Уга Круд                                    |
| Катрин Мениг      | еЛ връзки Декстър | Шейн Маккъчън Микел Анджело                                     |
| Кели Престън      | Божи човек Джоуи | Кейт Нюъл Дона ди Грегорио ю                                    |
| Кирстен Дънст     | Кладата на суетата (дублаж на студио Триада) Джуманджи (дублаж на bTV) | Кембъл Маккой Джуди Шепърд                                      |
| Клоуи Грейс Морец | Агент XXL 2 (дублаж на bTV) Дневникът на един дръндьо Закрилникът | Кери Фулър Анджи Стедман Алина/Тери                             |
| Крис Маркет       | Децата от класна стая 402 Мумията: Анимационният сериал (дублаж на Арс Диджитал Студио) | Артър Вандер Уол Алекс О'Конъл                                  |
| Кристен Уиг       | Градът на духовете Аз, проклетникът 2 (дублаж на Медиа Линк) | Хирург Луси Уайлд                                               |
| Лесли Ман         | Баща мечта (дублаж на bTV) 40-годишният девственик | Корин Малоуни Ники                                              |
| Линдзи Лоън       | Гадни момичета Мачете | Кейди Херън Ейприл Буут                                         |
| Лиса Едълстийн    | Какво искат жените Обсебена Д-р Хаус | Дина Шарлот Лиса Къди                                           |
| Лора Прийпон      | Касъл (дублаж на Диема Вижън) Момичето от влака | Натали Роудс/Ники Хийт Кати                                     |
| Луси Лиу          | Шанхайско слънце (първи дублаж на Диема Вижън) Джоуи | Принцеса Пей Пей Лорън Бек                                      |
| Манди Мур         | Да бъдеш на 17 Американски мечти | Лиса Сали Кенду                                                 |
| Мария Бело        | Тъмно минало Мумията: Гробницата на Императора Дракон | Иди Стол Евелин „Иви“ Карнахан-О'Конъл                          |
| Мег Райън         | Вътрешен космос Кейт и Леополд | Лидия Максуел Кейт Маккей                                       |
| Меган Мълали      | Уил и Грейс Александър и безкрайно лошият ден | Карън Уокър Нина                                                |
| Мейдшън Еймик     | Джоуи Лонгмайър | Сара Дийна                                                      |
| Мелани Лински     | Двама мъже и половина еЛ връзки Д-р Хаус | Роуз Клий Мейсън Натали Таварес                                 |
| Мелиса Джоун Харт | Луд по теб Моят фалшив годеник | Никол Марис Дженифър                                            |
| Мика Буръм        | Д-р Хаус Джеси Стоун: Неочаквани промени (дублаж на Диема Вижън) | Хана Моргантал Катлийн Холтън                                   |
| Мила Кунис        | Двама мъже и половина Палави мамчета | Вивиън Ейми Мичъл                                               |
| Миси Пайл         | Сам вкъщи 4 Двама мъже и половина (във втори сезон) Големи топки Заличителки | Вера Долорес Пастърнак Фран Сталиновсковичдавиддивичски Айлийн  |
| Мишел Монахан     | Целувки и куршуми Денят на патриота | Хармъни Фейт Лейн Каръл Саундърс                                |
| Натали Кели       | Без предпазител Купонът на живота ти | Ейприл Бет                                                      |
| Натали Портман    | Междузвездни войни: Епизод I - Невидима заплаха (дублаж на Диема Вижън) Междузвездни войни: Епизод II - Клонираните атакуват (дублаж на Диема Вижън) Междузвездни войни: Епизод III - Отмъщението на ситите (дублаж на Диема Вижън) Студена планина (дублаж на Диема Вижън) Отблизо (дублаж на bTV) В като Вендета | Падме Амидала Сара Алис Ейръс/Джейн Джоунс Иви Хамънд           |
| Оливия Уайлд      | Братята Донали Д-р Хаус | Джени Райли Д-р Реми „Тринайсет“ Хадли                          |
| Пейдж О'Хара      | Красавицата и звярът Вълшебната Коледа на Мики | Бел                                                             |
| Пенелопе Крус     | Сахара Бандитки | Ева Рохас Мария Алварес                                         |
| Ребека Ромейн     | Х-Мен Х-Мен 2 (дублаж на Медиа Линк) Човек на града | Рейвън Даркхолм/Мистик Нина Джаморо                             |
| Рейчъл Вайс       | Мумията Мумията се завръща Присъда за продан | Евелин „Иви“ Карнахан Евелин „Иви“ Карнахан-О'Конъл Марли       |
| Рене Русо         | Смъртоносно оръжие 3 (дублаж на bTV) Смъртоносно оръжие 4 Тор: Светът на мрака | Лорна Коул Фрига                                                |
| Розамунд Пайк     | Силна година Джак Ричър | Джесика Бостик Хелън Родин                                      |
| Роуз Бърн         | Знамение Честен кандидат | Даяна Фейт Брюстър                                              |
| Рона Митра        | Животът на Дейвид Гейл Числото 23 | Берлин Лора Толинс                                              |
| Си Си Ейч Паундър | Краят на дните Щитът (дублаж на bTV) Хранилище 13 | Детектив Мардж Франсис Капитан Клодет Уимс Г-жа Айрийн Фредерик |
| Сийла Уорд        | Д-р Хаус Спасителен отряд | Стейси Уорнър Хелън Рандал                                      |
| Тара Стронг       | Ким Суперплюс (дублаж на Александра Аудио) Животът и приключенията на Джунипър Лий (дублаж на Арс Диджитал Студио) | Бритина Лейла                                                   |
| Уинона Райдър     | Малки жени (дублаж на Диема Вижън) Мистър Дийдс (дублаж на Диема Вижън) Да кажа или да не кажа? (дублаж на Диема Вижън) | Джозефин „Джо“ Марч Бейб Бенет/Пам Доусън Дженива Бакман        |
| Фамке Янсен       | Х-Мен Х-Мен 2 (дублаж на Медиа Линк) Х-Мен: Дни на отминалото бъдеще | Джийн Грей                                                      |
| Хилари Дъф        | Лизи Макгуайър Двама мъже и половина | Лизи Макгуайър Стейси                                           |
| Холанд Тейлър     | Двама мъже и половина еЛ връзки (в първи сезон) | Евелин Харпър Пеги Пийбоди                                      |

## Личен живот
Омъжена е и има един син, роден през 2002 г. Второто ѝ дете се ражда през 2013 г.